# 阿雷基帕圣殿主教座堂

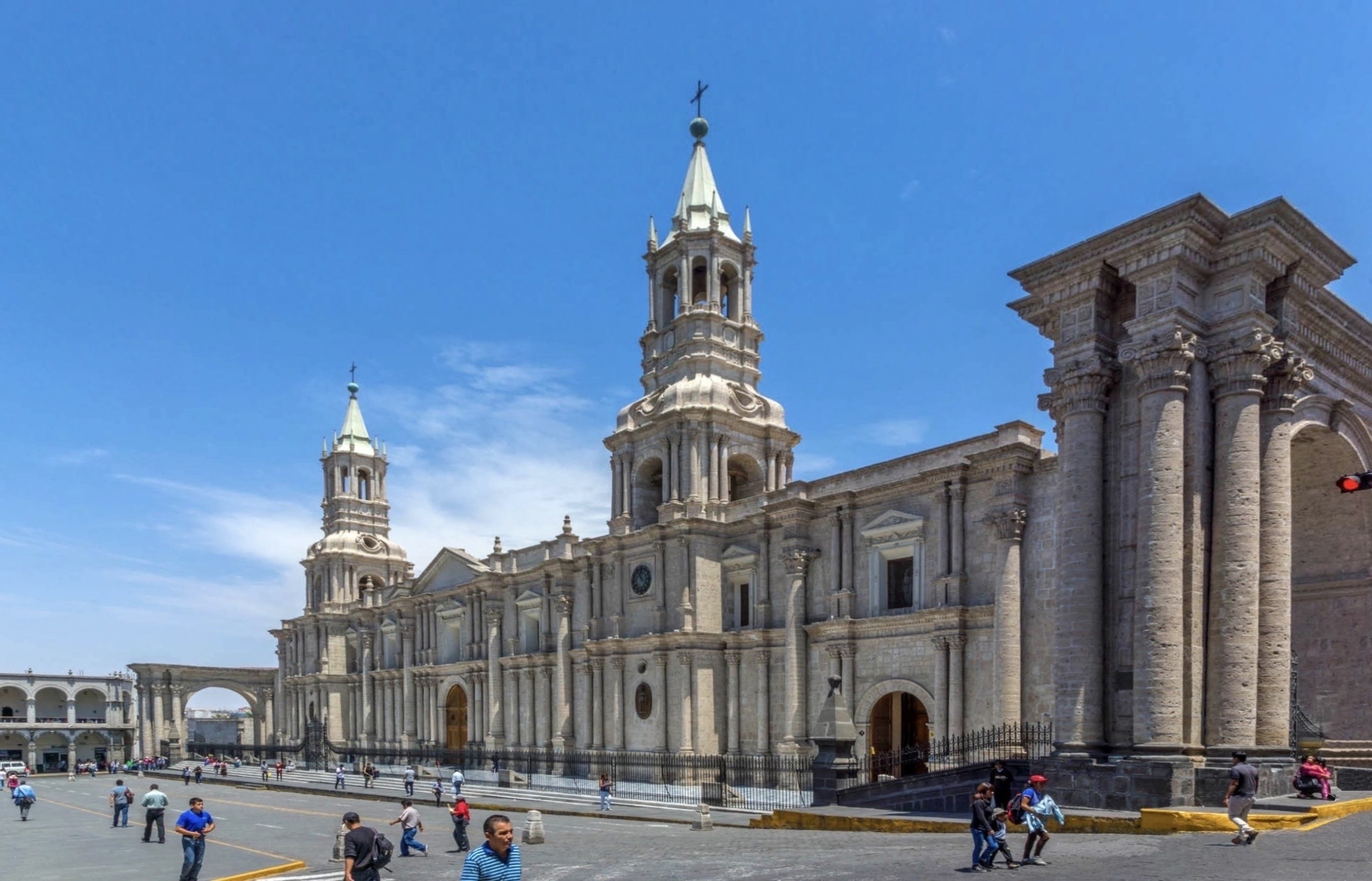
阿雷基帕圣殿主教座堂

阿雷基帕圣殿主教座堂（Basílica Catedral de Arequipa）位于秘鲁第二大城市阿雷基帕的武器广场，是天主教阿雷基帕总教区的主教座堂，也是秘鲁自西班牙征服以来最著名的教堂之一。
阿雷基帕圣殿主教座堂创建于1540年8月15日，阿雷基帕建城之日。